# Jaime Echenique
Pour les articles homonymes, voir Echenique.
Jaime Jesús Echenique Salinas, né le 27 avril 1997 à Barranquilla en Colombie, est un joueur colombien de basket-ball. Il mesure 2,08 m et évolue au poste de pivot.

## Biographie

### Jeunesse
Jaime Echenique naît le 27 avril 1997 d'un père chauffeur de bus et d'une mère cuisinière. Fort de ses 2 mètres 11, il quitte la Colombie après le lycée pour jouer dans l'Amateur Athletic Association (en) aux États-Unis et intégrer l'équipe de basket-ball de Trinity Valley (en), au Texas, avant d'être transféré dans l'équipe de l'université de Wichita State. En parallèle, il décroche un diplôme en psychologie et sociologie.

### Carrière professionnelle
Non sélectionné à la draft NBA de 2020, Echenique signe au Gipuzkoa BC, club de Liga ACB, en août 2020.
En août 2021, il participe à la NBA Summer League sous le maillot des Wizards de Washington, où il compile 30 points en quatre matchs. Il signe chez les Wizards le 23 août, mais est coupé le 16 octobre. À la suite de cela, il rejoint le Go-Go de Capital City, club de NBA Gatorade League affilié aux Wizards.
Le 30 décembre 2021, il signe pour 10 jours en faveur des Wizards de Washington et devient ainsi le premier Colombien à jouer en NBA.